# Randy Orton
Pour les articles homonymes, voir Orton.
Randal Keith Orton (né le 1er avril 1980 à Knoxville (Tennessee)) est un catcheur (lutteur professionnel) et un acteur américain. Il travaille actuellement à la World Wrestling Entertainment, dans la division SmackDown, sous le nom de Randy Orton.
Il est un catcheur de 3e génération, après son grand-père Bob Orton, Sr. et son père « Cowboy » Bob Orton, Jr. Avant d'être promu dans le roster principal de la World Wrestling Federation, il a lutté un mois à la Mid-Missouri Wrestling Association-Southern Illinois Conference Wrestling. Il a ensuite été transféré à la Ohio Valley Wrestling, où il a détenu le championnat hardcore de l'OVW à deux reprises.
Il fait ses débuts dans les programmes de la WWE en 2002, où il rejoint vite le clan de l'Evolution, composé de Triple H, Batista et Ric Flair. Il remporte son premier titre mondial, le championnat du monde poids-lourds, à SummerSlam, face à Chris Benoit, en août 2004. Il devient ainsi le plus jeune champion du monde de l'histoire. Quelques années après, il remporte pour la première fois le championnat de la WWE, en 2007, titre qu'il remportera dix fois durant sa carrière. Il devient alors l'un des catcheurs les plus populaires de la fédération. En fin d'année 2013, à TLC, il unifie le championnat de la WWE avec le championnat poids-lourds en battant John Cena. En 2018, il devient Grand Slam Champion en battant Bobby Roode, remportant le championnat des États-Unis de la WWE pour la première fois de sa carrière.

## Jeunesse
Randy Orton est le fils du catcheur « Cowboy » Bob Orton, Jr. et de sa femme Ellaine. Il a deux frères et une sœur. Il souhaite suivre la même voie que son père et devenir catcheur mais ce dernier l'en décourage.
Il grandit dans le Missouri et rencontre un recruteur de l'United States Marine Corps quand il est au lycée. Il s'engage et rejoint le 1st Battalion 4th Marines (en) basé à Camp Pendleton. Il se lasse rapidement de l'entraînement militaire et souhaite quitter le service actif. Il tente d'abord de se blesser avant de déserter le 14 février 1999. Alors qu'il s'attend à ce que des militaires viennent l'arrêter après 85 jours personne ne vient et il décide de retourner à Camp Pendleton. Il refuse de reprendre l'entraînement et l'officier responsable du 1st Battalion 4th Marines le condamne à 115 jours de prison. Il est ensuite renvoyé à la vie civile pour conduite déshonorante.

## Carrière

### Débuts (2000-2001)

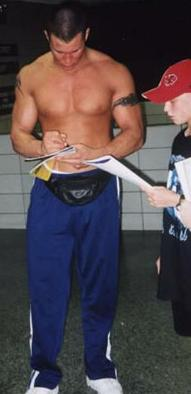
Randy Orton en 2002.

Randy Orton s'entraîne pour devenir catcheur à la Mid-Missouri Wrestling Association-Southern Illinois Conference Wrestling auprès de son père.

### World Wrestling Entertainment (2001-...)

#### Ohio Valley Wrestling (2001-2002)
Début 2001, Randy Orton signe un contrat avec la World Wrestling Federation. Il est alors envoyé à l'Ohio Valley Wrestling à Louisville, Kentucky, où il continue son entraînement.
Il a notamment remporté le championnat hardcore de l'OVW à deux reprises en battant Mr. Black le 14 février 2001 et Flash Flanagan le 5 mai 2001.

#### Débuts (2002-2003)
L'une des premières apparitions officielles de Randy Orton à la WWF est le 16 mars 2002, à WrestleMania X8 Fan Axxess, où il perd contre Tommy Dreamer. Il débute dans les programmes télévisuels de la WWF le 25 avril 2002 à SmackDown, en battant Hardcore Holly.
En septembre 2002, Randy Orton est drafté à RAW, où il bat Stevie Richards pour ses débuts dans le show,, mais il se blesse à l'épaule quelques semaines après ses débuts, le laissant éloigné des rings pendant plusieurs mois.

#### Evolution (2003-2005)

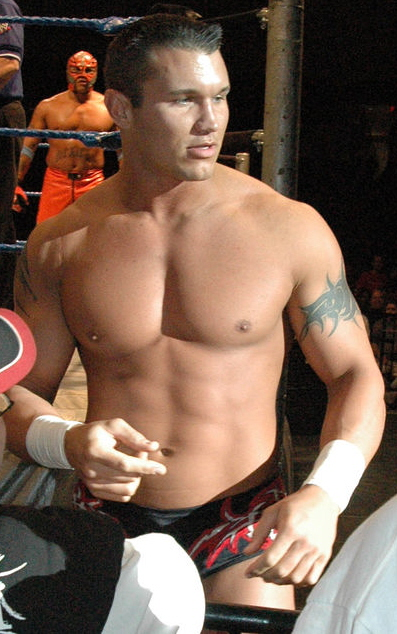
Randy Orton, ici en 2005, est le plus jeune champion du monde de l'histoire de la WWE.

Randy Orton revient de blessure le 20 janvier 2003, et forme dès lors le clan Evolution avec Triple H, Ric Flair et Batista.
Parallèlement, Randy Orton s'autoproclame « The Legend Killer », un jeune arriviste talentueux qui se présente lui-même comme l'avenir de la lutte professionnelle. À la suite de cette gimmick, il entreprend de nombreuses rivalités avec des légendes du catch en leur manquant de respect verbalement et même physiquement.
Avec l'aide de son manager Ric Flair, il bat Shawn Michaels à Unforgiven le 21 septembre. C'est également à cette période que Randy Orton commence à utiliser le mouvement qui allait devenir sa prise de finition, le RKO, un jumping cutter dont le nom reprend ses initiales.
Lors d'Armageddon, Orton remporte le championnat Intercontinental contre Rob Van Dam.
Début 2004, Orton est impliqué dans une rivalité contre l'équipe Rock 'n' Sock Connection (The Rock & Mick Foley), que lui, Ric Flair et Batista battent à WrestleMania XX dans un match handicap. Il perd ensuite le titre intercontinental après sept mois de règne face à Edge lors de Vengeance le 11 juillet 2004.
Le 15 août à SummerSlam, il bat le champion en titre, Chris Benoit. Il devient alors le plus jeune Champion du monde de l'histoire à 24 ans. Il se fait ensuite trahir et exclure de l'Evolution. Randy Orton perd le titre un mois plus tard à Unforgiven face à son ancien mentor, Triple H. De nombreuses interventions en faveur de ce dernier ont eu lieu durant le match.
Lors de Taboo Tuesday, Randy Orton bat Ric Flair dans un Steel Cage match. Après cela, il a été promu en tant que General Manager de RAW pendant une semaine, grâce à la victoire de son équipe face à celle de Triple H, dans un 4 contre 4 à élimination lors des Survivor Series en étant le dernier survivant.
Le 9 janvier 2005 à New Year's Revolution, il participe au 6-man Elimination Chamber match pour le Championnat du monde poids-lourd, où il se fera éliminer en dernier par un pedigree de Triple H.
Le lendemain à RAW, il bat Batista et gagne un match de championnat face à Triple H au Royal Rumble pour le World Heavyweight Championship, sans succès.

#### The Legend Killer (2005-2006)
Randy Orton déclare par la suite qu'il va tenter de mettre fin à la série d'invincibilité de l'Undertaker à WrestleMania 21, mais il échoue, malgré les interventions de son père durant le match[réf. nécessaire].
Il est ensuite drafté à SmackDown! le 16 juin. Après être revenu de blessure, il continue sa rivalité avec l'Undertaker en le battant à SummerSlam à la suite d'une distraction de son père. Aux Survivor Series, l'équipe de SmackDown! remporte le match après qu'Orton est le dernier survivant du match en éliminant Shawn Michaels[réf. nécessaire]. Il affronte ensuite une nouvelle fois l'Undertaker à Armageddon, où le Deadman sort victorieux.
Le 29 janvier 2006, Randy Orton prend part au Royal Rumble match lors du Royal Rumble en entrant en 30e position, mais il est éliminé en dernier par Rey Mysterio.
Après ça, il entame une rivalité avec Mysterio et le bat à No Way Out, dans un match où le gagnant affrontais le champion à WrestleMania 22. Après la victoire d'Orton, Theodore Long le General Manager de SmackDown rajoute Mysterio dans le match pour le titre, qui devient dès lors un Triple Threat match, que Mysterio remportera face à Orton et Kurt Angle à WrestleMania 22.
Le 4 avril, Randy Orton a été suspendu par la WWE pour une durée de soixante jours pour « conduite non-professionnelle ». Dans une interview, il a déclaré : « Ma conduite était indigne d'un champion, et c'est ce que je vais être à nouveau quand je reviendrai. ». Pour couvrir cette suspension, une blessure truquée a été conçue, où Kurt Angle lui a cassé le genou lors de WrestleMania 22[réf. nécessaire].
Il fait son retour le 5 juin à RAW et entre en rivalité avec Kurt Angle. Ils se feront face à One Night Stand, où Angle sort vainqueur, ainsi qu'à Vengeance, où Orton prendra sa revanche. Orton affronte ensuite Hulk Hogan lors de SummerSlam, les deux se rencontrent dans un "Legend vs. Legend Killer" match, où Hogan ressort vainqueur.

#### Rated-RKO (2006-2007)

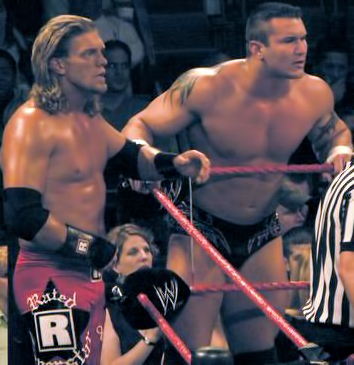
Rated-RKO en 2006.

Randy Orton s'allie ensuite à Edge pour former l'équipe Rated-RKO[réf. nécessaire].
Rated-RKO sera la première équipe à battre DX (Triple H et Shawn Michaels) depuis leurs retrouvailles, lors de Cyber Sunday. Les deux hommes deviennent par la suite Champions du Monde par équipe en battant Ric Flair et "Rowdy" Roddy Piper le 13 novembre 2006 à Monday Night Raw[réf. nécessaire], faisant d'Orton le 17e Triple Crown Champion de la WWE[réf. nécessaire].
Le 29 janvier 2007 à RAW, ils perdent leurs titres contre Shawn Michaels et John Cena.
Lors de WrestleMania 23, il ne remporte pas la malette du Money in the Bank Ladder match, gagnée par Mr. Kennedy[réf. nécessaire].
L'équipe se sépare par la suite, Randy Orton et Edge voulant chacun décrocher le Championnat de la WWE. Mais finalement, aucun des deux n'y parvient, car lors de Backlash, John Cena conserve sa ceinture dans un Fatal Four Way Match qui incluait également Shawn Michaels[réf. nécessaire].
Il reprend ensuite sa gimmick de Legend Killer en attaquant Shawn Michaels et en le battant à Judgment Day le 20 mai. L'arbitre a été contraint d'arrêter le match et de donner la victoire à Orton à la suite de l'effondrement de Michaels au centre du ring, qui subira alors une commotion cérébrale. Il continue ensuite ses attaques sur des légendes de la WWE telles que Rob Van Dam, Ric Flair, Dusty Rhodes ou encore Sgt. Slaughter.

#### Champion de la WWE (2007-2008)

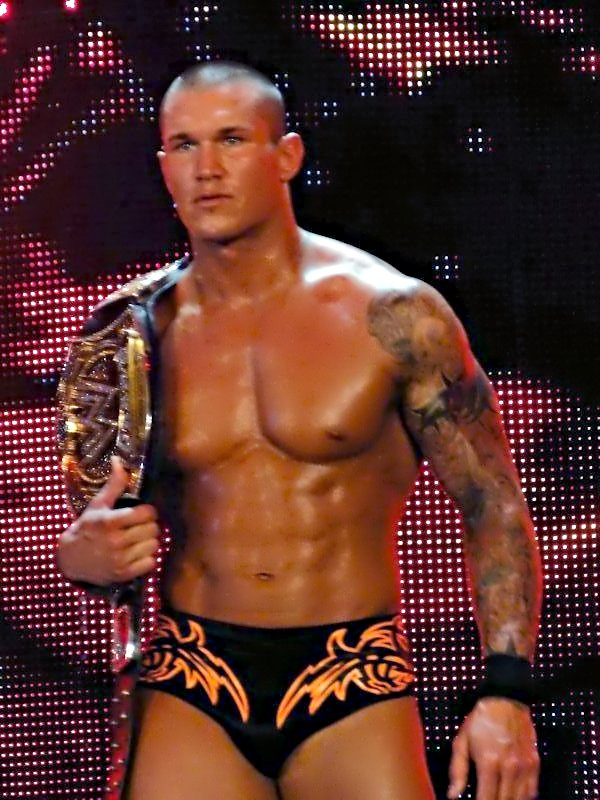
Orton lors de son 4e règne en tant que Champion de la WWE.

Randy Orton commence ensuite un feud avec John Cena pour le championnat de la WWE. À SummerSlam, il perd face à Cena et ne remporte pas le titre de la WWE.
Il retente sa chance à Unforgiven, où il bat Cena par disqualification mais ne remporte donc pas le titre. Orton parvient à décrocher le titre à No Mercy face à Triple H, puis à le conserver contre Shawn Michaels à Cyber Sunday après avoir perdu par disqualification. Aux Survivor Series, il réaffronte Michaels et parvient à le battre. Par la suite, il conserve son titre contre Chris Jericho à Armageddon, après avoir perdu par disqualification après une intervention de JBL.
Le 27 janvier 2008 au Royal Rumble, il bat le champion intercontinental Jeff Hardy.
Orton parvient ensuite à conserver son titre face à John Cena à No Way Out, puis à WrestleMania 24 dans un Triple Threat Match incluant également Triple H. Il perd finalement le titre à Backlash, dans un Fatal Four Way Elimination match face à John Cena, JBL et Triple H, au profit de ce dernier.
Il tente en vain de récupérer le titre à Judgment Day dans un Steel Cage match, et à One Night Stand dans un Last Man Standing match, où il se blesse à la clavicule.

#### The Legacy (2008-2010)

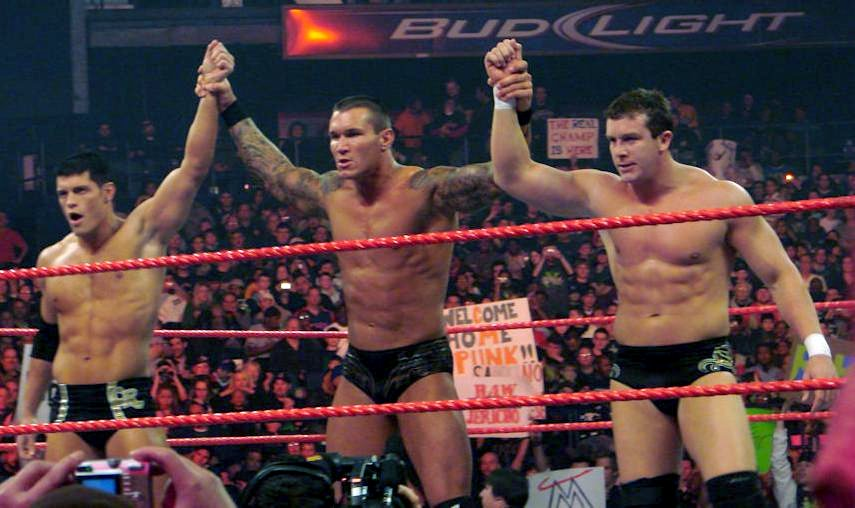
The Legacy (Randy Orton au milieu, Cody Rhodes à gauche et Ted DiBiase à droite) en 2009.

Il fait son retour dans le ring le 3 novembre contre CM Punk, où il perd par disqualification après une intervention de Cody Rhodes et Ted DiBiase. Aux Survivor Series, la Team Orton bat la Team Batista dans le Traditional Survivor Series Elimination Match.
Randy Orton forme ensuite un clan avec Rhodes et DiBiase appelée The Legacy. Sa rivalité avec Batista prend fin lorsqu'il le blesse en décembre.
Le 25 janvier 2009 au Royal Rumble, il remporte le Royal Rumble match, et obtient donc un match de championnat mondial à WrestleMania 25, où il perd contre Triple H pour le Championnat de la WWE.
Lors de Backlash, à la suite de la victoire de la Legacy sur Triple H, Shane McMahon et Batista, Orton remporte le Championnat de la WWE. Lors de Judgment Day, il perd par DQ face à Batista et conserve donc son WWE Championship. Lors de Extreme Rules, il perd son titre face à The Animal dans un Steel Cage Match.
Lors de RAW du 15 juin, il remporte le Fatal-Four-Way Match contre John Cena, Big Show et Triple H pour le WWE Championship, laissé vacant par Batista après avoir étais agressé et blessé par la Legacy. Il parvient par la suite à conserver le titre lors de The Bash face à Triple H dans un Three Stages of Hell match, face à John Cena et Triple H lors de Night of Champions dans un Triple Threat match grâce à une intervention des autres membres de la Legacy, puis de nouveau à SummerSlam face à John Cena, avant de le perdre à Breaking Point face à ce dernier.
Lors de Hell in a Cell il bat John Cena et récupère le titre dans un Hell in a Cell match, avant de le perdre une nouvelle fois lors de Bragging Rights contre le même adversaire. Il entre ensuite en rivalité avec Kofi Kingston et son équipe perd contre celle de ce dernier lors des Survivor Series. Lors de TLC, il bat le Ghanéen.
Lors de RAW du 11 janvier 2010, il bat Kofi Kingston et John Cena grâce à l'intervention de The Legacy ce qui lui permet d'être le challenger numéro 1 pour le titre de la WWE. Il perd un match pour le titre face à Sheamus lors du Royal Rumble.
Le 21 février à Elimination Chamber, il perd au profit de John Cena l'Elimination Chamber match pour le titre de la WWE après avoir été éliminé par Ted DiBiase, après que Cody Rhodes ai donné à ce dernier une barre de fer. Le lendemain à Raw, alors que ses deux partenaires et lui affrontent Kofi Kingston, Evan Bourne et Yoshi Tatsu, il effectue un Face Turn en portant un RKO sur ses désormais ex-équipiers, donnant la victoire à l'équipe adverse et mettant fin à la Legacy. Le 28 mars à WrestleMania 26, il bat ses deux anciens camarades dans un Triple Threat match.

#### Sextuple champion de la WWE et rivalité avec la Nexus (2010-2011)

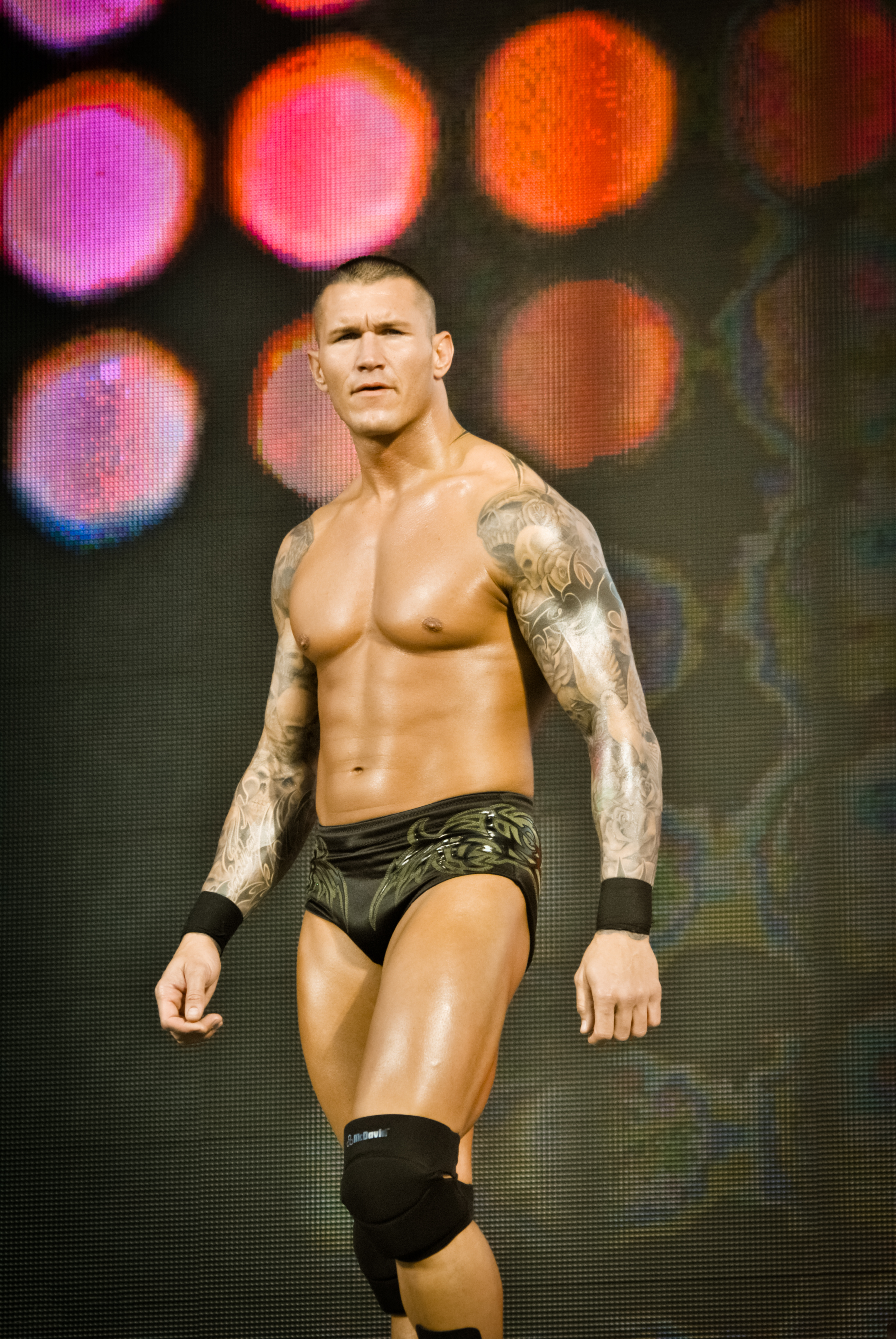
Randy Orton en décembre 2010.

Le 25 avril à Extreme Rules, il ne remporte pas le titre mondial poids-lourds de la WWE, battu par Jack Swagger dans un Extreme Rules match. Le 23 mai à Over the Limit, son match face à Edge se termine en Double Count Out, car il se blesse pendant le combat.
Le 20 juin à WWE 4-Way Finale, il ne remporte pas le titre de la WWE, battu par Sheamus dans un Fatal 4-Way match, qui inclut également Edge et John Cena. Le 18 juillet à Money in the Bank, il ne remporte pas la mallette du show rouge, gagnée par The Miz. Le 15 août à SummerSlam, il bat Sheamus par disqualification, mais ne remporte pas le titre de la WWE.
Le 19 septembre à Night of Champions, il redevient champion de la WWE, pour la sixième fois, en battant Sheamus, Wade Barrett, Edge, John Cena et Chris Jericho dans un 6-Pack Elimination Challenge match. Le 3 octobre à Hell in a Cell, il conserve son titre en rebattant The Celtic Warrior dans un Hell in a Cell match. Le 24 octobre à Bragging Rights, il perd face à Wade Barrett par disqualification, mais conserve son titre. Le 21 novembre aux Survivor Series, il conserve son titre en prenant sa revanche sur l'Anglais, avec John Cena comme arbitre spécial.
Le lendemain à Raw, il conserve son titre en rebattant Wade Barrett, bien qu'il soit blessé à la jambe, car attaqué par la Nexus avant le combat. Après la rencontre, le Miz utilise sa mallette sur lui et il perd face à son nouveau rival, ne conservant pas son titre. Le 19 décembre à TLC, il ne remporte pas le titre, rebattu pas son même adversaire dans un Tables match.
Le 30 janvier 2011 au Royal Rumble, il ne remporte pas la ceinture, battu une troisième fois par le Miz à la suite d'une intervention de Nexus. Plus tard dans la soirée, il entre dans le Royal Rumble match masculin en avant-dernière position, élimine Kofi Kingston, Sheamus et Wade Barrett avant d'être lui-même éliminé par le futur gagnant, Alberto Del Rio. Le 20 février à Elimination Chamber, il ne devient pas aspirant no 1 au titre de la WWE à WrestleMania 27, battu par John Cena dans un Elimination Chamber match.
Le 3 avril à WrestleMania 27, il bat CM Punk.

#### Triple champion du monde poids-lourds de la WWE et diverses rivalités (2011-2013)

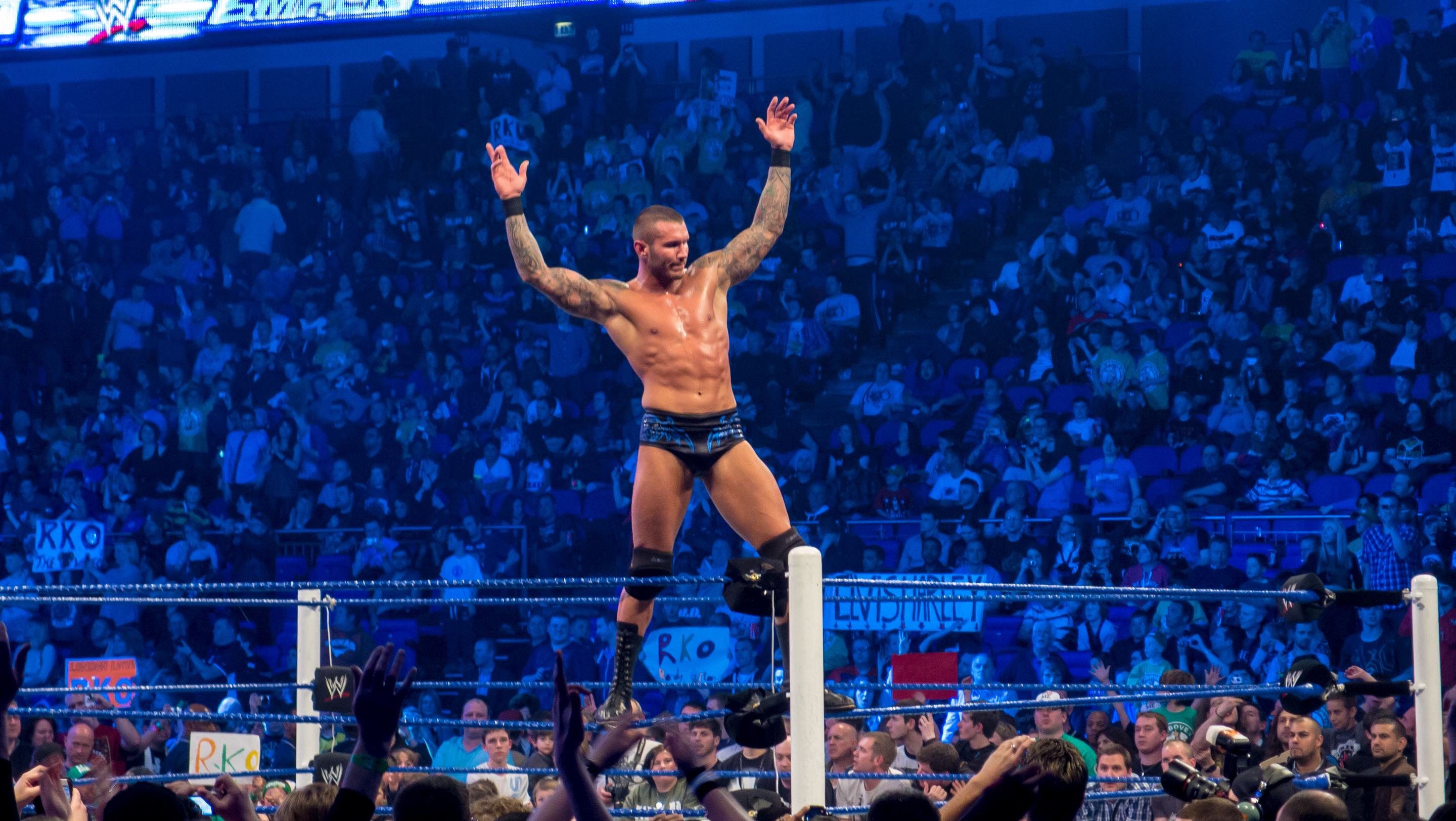
Randy Orton en avril 2012.

Le 25 avril à Raw, il est annoncé être officiellement transféré à SmackDown. Le 6 mai à SmackDown Live, il redevient champion du monde poids-lourds de la WWE, pour la seconde fois, en battant Christian. Le 22 mai à Over The Limit, il conserve son titre en battant son même adversaire. Le 19 juin à Capitol Punishment, il conserve son titre en rebattant le Canadien. 
Le 17 juillet à Money in the Bank, il perd le match revanche face à Captain Charisma, ne conservant pas son titre. Le 14 août à SummerSlam, il redevient champion du monde poids-lourds de la WWE, pour la troisième fois, en prenant sa revanche sur son rival dans un No Holds Barred match.
Le 16 septembre à Night of Champions, il perd face à Mark Henry, ne conservant pas son titre. Le 2 octobre à Hell in a Cell, il ne remporte pas la ceinture, rebattu par The World's Strongest Man dans un Hell in a Cell match. Le 23 octobre à Vengeance, il bat Cody Rhodes dans un match sans enjeu. Le 20 novembre aux Survivor Series, son équipe perd face à celle de Barrett. Le 18 décembre à TLC, il bat Wade Barrett dans un Tables match.
Le 29 janvier 2012 au Royal Rumble, il entre dans le Royal Rumble match masculin en 28e position, élimine Jey Uso, Wade Barrett et Big Show, avant d'être lui-même éliminé par Chris Jericho. Le 16 février, il souffre d'une commotion cérébrale et doit s'absenter pendant plusieurs semaines.
Le 2 mars à SmackDown, il effectue son retour de blessure et entre en confrontation avec Kane. Le 1er avril à WrestleMania 28, il perd face au Big Red Monster. Le 29 avril à Extreme Rules, il prend sa revanche sur The Big Red Machine dans un Falls Count Anywhere match. Le 30 mai, il est suspendu pour une durée de 60 jours, à la suite de sa seconde violation de la politique anti-drogue de la fédération. Le 30 juillet à Raw, il effectue son retour de suspension et bat Heath Slater.
Le 16 septembre à Night of Champions, il bat Dolph Ziggler. Le 28 octobre à Hell in a Cell, il bat Alberto Del Rio. Le 18 novembre aux Survivor Series, l'équipe Foley, dont il fait partie, perd face à celle de Ziggler.
Le 27 janvier 2013 au Royal Rumble, il entre dans le Royal Rumble match masculin en 26e position, mais se fait éliminer par Ryback. Le 17 février à Elimination Chamber, il ne devient pas aspirant no 1 au titre mondial poids-lourds de la WWE à WrestleMania 29, battu par Jack Swagger dans un Elimination Chamber match.
Le 7 avril à WrestleMania 29, Big Show, Sheamus et lui perdent face au Shield dans un 6-Man Tag Team match. Le 19 mai à Extreme Rules, il bat Big Show dans un Extreme Rules match.

#### The Authority et Evolution (2013-2015)

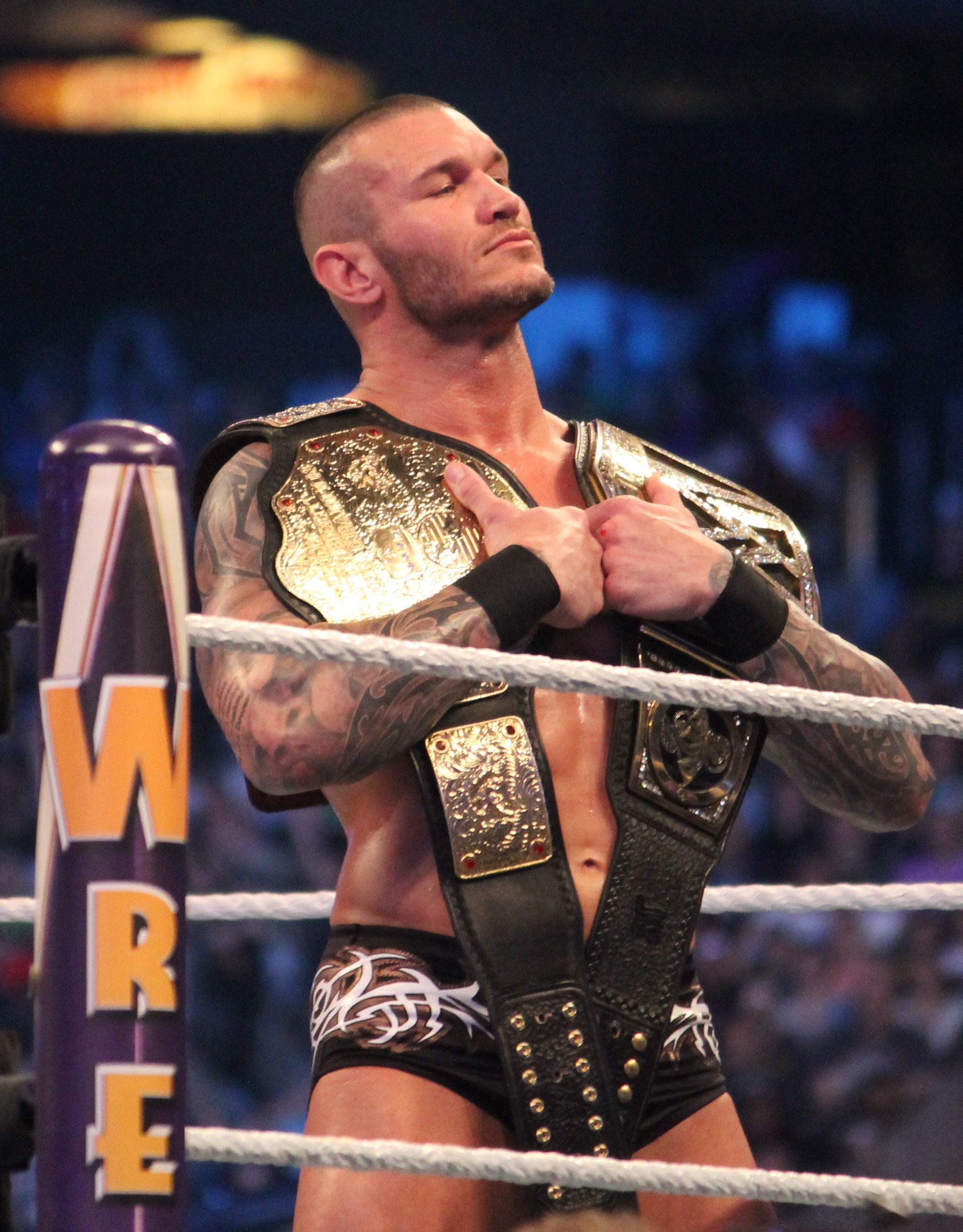
Randy Orton en tant que WWE World Heavyweight Champion.

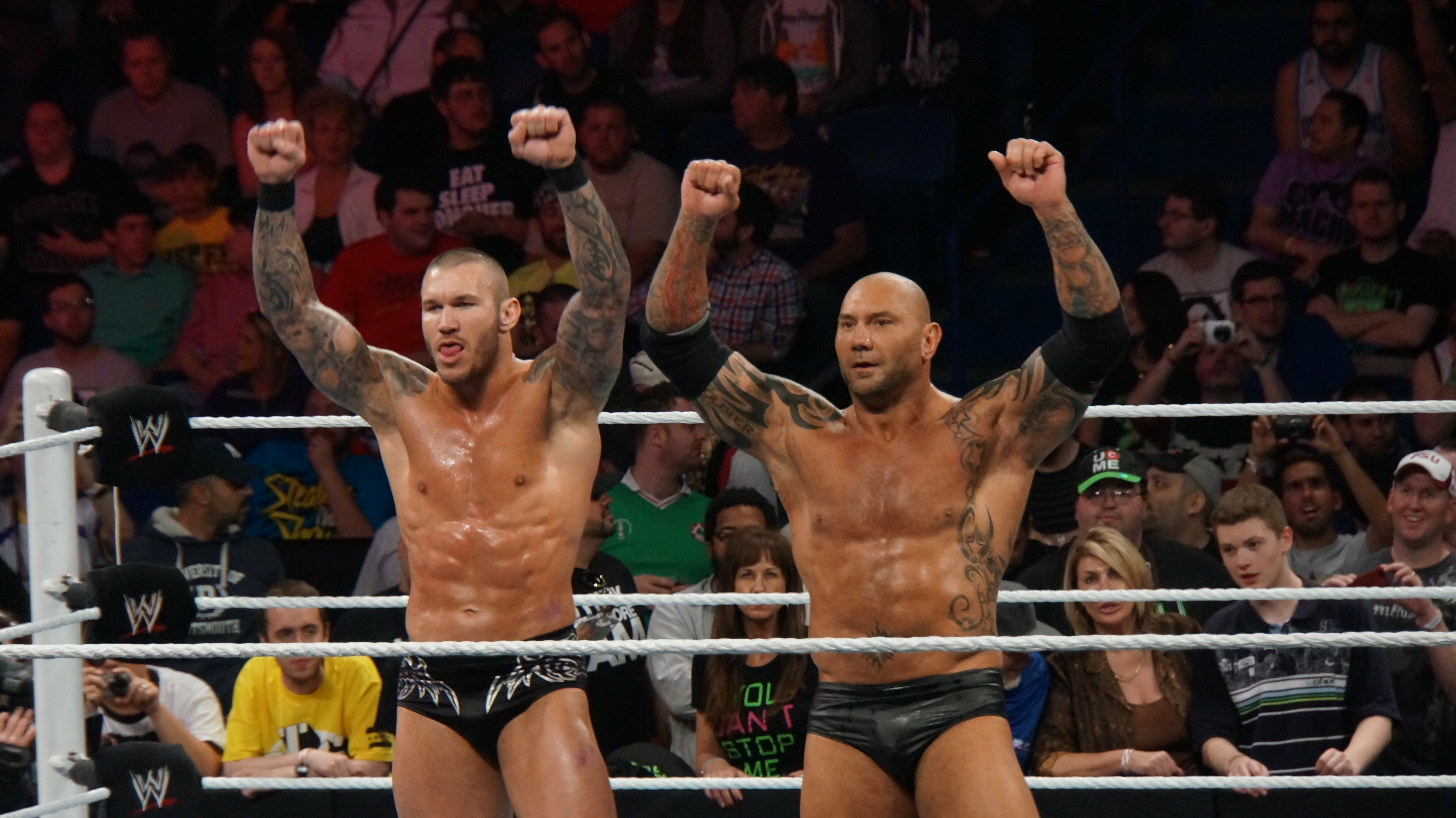
Randy Orton et Batista à Raw en 2014.

Le 14 juillet à Money in the Bank, il remporte la mallette. Le 18 août à SummerSlam, après la victoire de Daniel Bryan sur John Cena pour le titre de la WWE dans un match arbitré par Triple H, ce dernier effectue un Heel Turn, attaque le second et lui porte un Pedigree. Il utilise sa mallette et redevient champion de la WWE, pour la septième fois, en battant le nouveau champion. Le 15 septembre à Night of Champions, il ne conserve pas sa ceinture, battu par son même adversaire. Le lendemain à Raw, Triple H retire le titre au nouveau champion à la suite du décompte de trois trop rapide de l'arbitre, Scott Armstrong, lors du match de la veille.
Le 6 octobre à Battleground, son match face à son même opposant se termine en match nul, car Big Show attaque les deux catcheurs, ainsi que l'arbitre. 21 soirs plus tard à Hell in a Cell, il redevient champion de la WWE, pour la huitième fois, en rebattant Daniel Bryan dans un Hell in a Cell match avec Shawn Michaels comme arbitre spécial. Le 24 novembre aux Survivor Series, il conserve son titre en battant Big Show. Le 15 décembre à TLC, il conserve son titre et devient champion du monde poids-lourds en battant John Cena dans un Champion vs. Champion TLC match, ce qui crée une unification des deux ceintures qui se fait désormais appeler WWE World Heavyweight Championship.
Le 26 janvier 2014 au Royal Rumble, il conserve son titre en rebattant son même adversaire. Le 23 février à Elimination Chamber, il conserve son titre en battant Cesaro, Christian, Daniel Bryan, John Cena et Sheamus dans un Men's Elimination Chamber match.
Le 6 avril à WrestleMania XXX, il ne conserve pas sa ceinture, battu par Daniel Bryan dans un Triple Threat match qui inclut également Batista. 8 soirs plus tard à Raw, Batista, Triple H et lui officialisent la reformation de l'Evolution et attaquent le Shield. Le 4 mai à Extreme Rules, les trois catcheurs perdent face au trio adverse dans un 6-Man Tag Team match. Le 1er juin à Payback, ils reperdent face aux mêmes adversaires dans un No Holds Barred Elimination match. Le 29 juin à Money in the Bank, il ne remporte pas le titre de la WWE, battu par John Cena dans un Ladder match.
Le 20 juillet à Battleground, il ne remporte pas la ceinture, rebattu par son même adversaire dans un Fatal 4-Way match qui inclut également Kane et Roman Reigns. Le 17 août à SummerSlam, il perd face au catcheur samoan. Le 21 septembre à Night of Champions, il bat Chris Jericho.
Le 26 octobre à Hell in a Cell, il ne devient pas aspirant no 1 au titre poids-lourds, battu par John Cena dans un Hell in a Cell match. Le lendemain à Raw, il effectue un Face Turn, attaque Seth Rollins et défie ainsi The Authority. La semaine suivante à Raw, il subit deux Stomps du détenteur de la mallette: un sur la table des commentateurs et l'autre sur les escaliers en acier, après avoir été corrigé par The Authority et est ensuite évacué sur civière.
Le 22 février 2015 à Fastlane, il fait son retour de blessure et fait fuir l'Authority après la victoire des trois catcheurs du groupe sur Dolph Ziggler, Erick Rowan et Ryback. Le 29 mars à WrestleMania 31, il bat Seth Rollins.
Le 26 avril à Extreme Rules, il ne remporte pas le titre mondial poids-lourds, battu par son même adversaire dans un Steel Cage match. Le 17 mai à Payback, il ne remporte pas la ceinture, rebattu par The Architect dans un Fatal 4-Way match qui inclut également Dean Ambrose et Roman Reigns. Le 14 juin à Money in the Bank, il ne remporte pas la mallette, gagnée par Sheamus. 
Le 19 juillet à Battleground, il bat The Celtic Warrior. Le 22 août à SummerSlam, il perd le match revanche face au catcheur irlandais. 
Le 2 novembre, une blessure à l'épaule doit l'éloigner des rings pendant 4 à 6 mois.

#### The Wyatt Family (2016-2017)

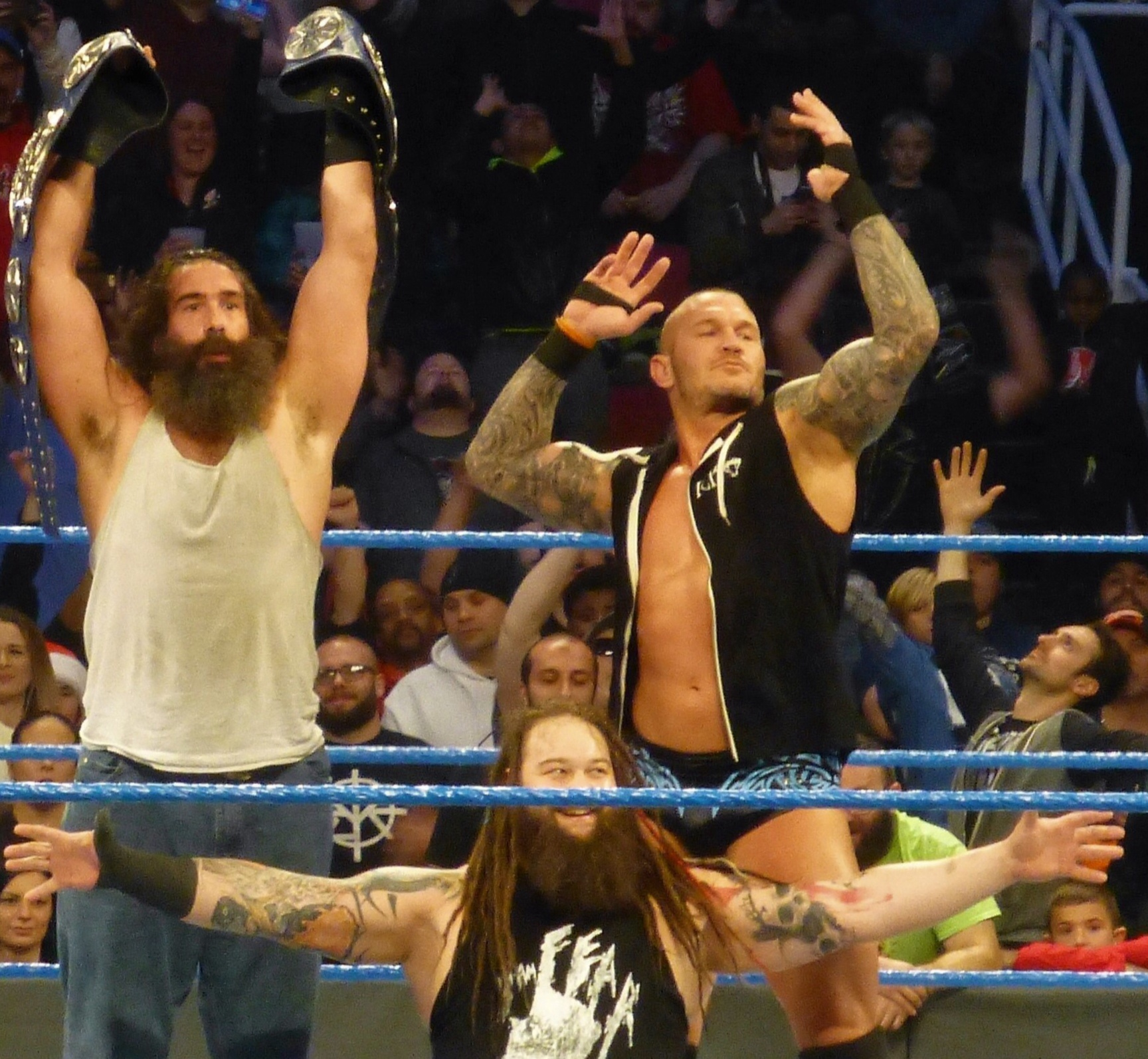
Randy Orton au sein de la famille Wyatt.

Le 23 juillet 2016 à Battleground, il fait son retour de blessure et porte un RKO sur Chris Jericho pendant l'émission Highlight Reel de ce dernier. Le 21 août à SummerSlam, il perd face à Brock Lesnar par K.O technique.
Le 11 septembre à Backlash, il se fait attaquer par Bray Wyatt dans les coulisses, et est contraint de déclarer forfait pour le match face à ce dernier. Plus tard dans la soirée, il fait perdre son agresseur face à Kane en lui portant un RKO.
Le 9 octobre à No Mercy, il perd face au même adversaire à la suite d'une intervention extérieure de Luke Harper. Le 18 octobre à SmackDown Live, il effectue un Heel Turn, aide Bray Wyatt à battre Kane avec un RKO sur The Big Red Monster. Le 1er novembre à SmackDown Live, il bat Kane et rejoint officiellement la Wyatt Family. Le 20 novembre aux Survivor Series, l'équipe SmackDown, dont il fait partie, bat celle de Raw dans un Men's 5-on-5 Traditional Survivor Series Elimination Tag Team match. Le 4 décembre à TLC, Bray Wyatt et lui deviennent les nouveaux champions par équipes de SmackDown en battant Heath Slater et Rhyno et remportent les titres pour la première fois de leurs carrières. Le 27 décembre à SmackDown Live, ils ne conservent pas leurs ceintures, battus par American Alpha (Chad Gable et Jason Jordan). Après le combat, il entre en conflit avec Luke Harper, mais Bray Wyatt les sépare.
Le 29 janvier 2017 au Royal Rumble, il entre dans le Men's Royal Rumble match en 23e position, le remporte pour la seconde fois en éliminant Roman Reigns en dernier et devient le 7e catcheur à gagner 2 fois la stipulation. Le 12 février à Elimination Chamber, il bat Luke Harper.
Le 28 février à SmackDown Live, il effectue un Face Turn, trahit Bray Wyatt, lui explique qu'il n'a fait tout ça que pour mieux le détruire, lui annonce qu'il ne renoncera jamais à son droit au titre, détruit Sister Abigail et met le feu à la ferme de ce dernier, ce qui marque la fin de son alliance avec la Wyatt Family.

#### Nonuple champion de la WWE et champion des États-Unis (2017-2018)

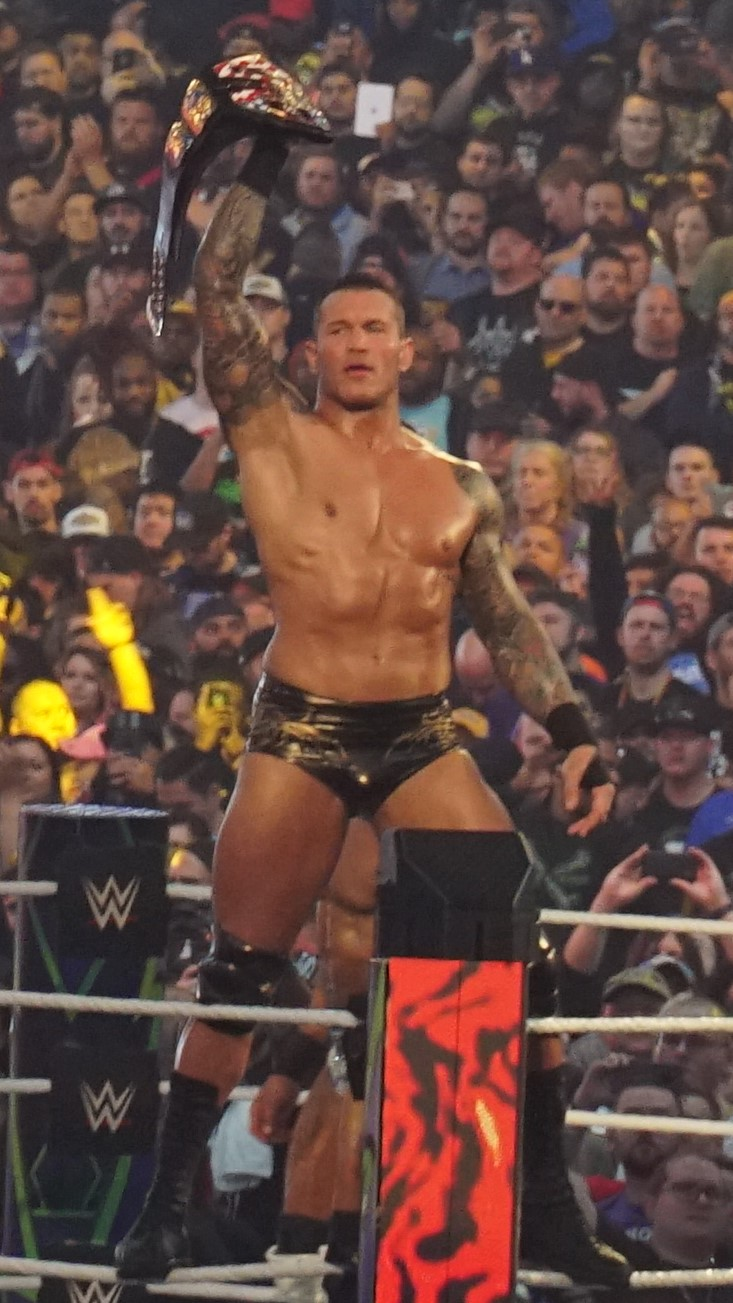
Randy Orton en tant que Champion des États-Unis de la WWE à WrestleMania 34.

Le 2 avril à WrestleMania 33, il redevient champion de la WWE, pour la neuvième fois, en battant Bray Wyatt. Le 30 avril à Payback, il perd face au même adversaire dans un House of Horrors match. Le 21 mai à Backlash, il ne conserve pas sa ceinture, battu par Jinder Mahal. Le 18 juin à Money in the Bank, il ne remporte pas la ceinture, rebattu par son même adversaire.
Le 23 juillet à Battleground, il ne remporte pas la ceinture, rebattu par le catcheur indien dans un Punjabi Prison match. Le 20 août à SummerSlam, il bat Rusev en 10 secondes.
Le 8 octobre à Hell in a Cell, il rebat le catcheur bulgare. Le 19 novembre aux Survivor Series, l'équipe SmackDown, dont il fait partie, perd face à celle de Raw dans un Men's 5-on-5 Traditional Survivor Series Elimination Tag Team match. Le 17 décembre à Clash of Champions, Shinsuke Nakamura et lui perdent face à Kevin Owens et Sami Zayn.
Le 28 janvier 2018 au Royal Rumble, il entre dans le Men's Royal Rumble match en 24e position, élimine Andrade "Cien" Almas avant d'être lui-même éliminé par Roman Reigns après 14 minutes de match. Le 11 mars à Fastlane, il devient le nouveau champion des États-Unis en battant Bobby Roode, remporte le titre pour la première fois de sa carrière et devient aussi le 10e Grand Slam Champion.
Le 8 avril à WrestleMania 34, il ne conserve pas sa ceinture, battu par Jinder Mahal dans un Fatal 4-Way match qui inclut également son précédent adversaire et Rusev. Le 27 avril au Greatest Royal Rumble, il entre dans le Men's Royal Rumble match en 35e position, élimine Karl Anderson, Mojo Rawley, Apollo Crews et Baron Corbin avant d'être lui-même éliminé par Elias après 10 minutes de match. Le 6 mai à Backlash, il ne remporte pas la ceinture, battu par Jeff Hardy. Le 21 mai, il souffre d'une rupture du ligament collatéral de son genou gauche et doit s'absenter pendant un mois et demi.
Le 15 juillet à Extreme Rules, il fait son retour de blessure et effectue un Heel Turn, porte un Low-Blow sur Jeff Hardy qui venait de perdre son titre des États-Unis contre Shinsuke Nakamura. Le 16 septembre à Hell in a Cell, il prend sa revanche sur The Charismatic Enigma dans un Hell in a Cell match.
Le 2 novembre à Crown Jewel, il perd face à Rey Mysterio en quart de finale de la coupe du monde. Le 16 décembre à TLC, il reperd face au luchador dans un Chairs match.
Le 27 janvier 2019 au Royal Rumble, il entre dans le Men's Royal Rumble match en avant-dernière position, élimine le catcheur mexicain avant d'être lui-même éliminé par Andrade après 6 minutes de match Le 17 février à Elimination Chamber, il ne remporte pas le titre de la WWE, battu par The New Daniel Bryan dans un Men's Elimination Chamber match (éliminé par Kofi Kingston).
Le 7 avril à WrestleMania 35, il perd face à AJ Styles. Le 19 mai à Money in the Bank, il ne remporte pas la mallette, gagnée par Brock Lesnar. Le 7 juin à Super ShowDown, il bat Triple H.
Le 11 août à SummerSlam, son match face à Kofi Kingston pour le titre de la WWE se termine en double décompte à l'extérieur. Le 15 septembre à Clash of Champions, il ne remporte pas la ceinture, battu par son même adversaire.

#### Retour du Legend Killer, décuple champion de la WWE et rivalité avecThe FiendBray Wyatt (2019-2021)
Le 6 octobre à Hell in a Cell, il bat Ali. 5 soirs plus tard à SmackDown, lors du Draft, il est annoncé être officiellement transféré à Raw par Stephanie McMahon. Le 31 octobre à Crown Jewel, l'équipe Flair, dont il fait partie, face à celle d'Hogan dans un 10-Man Tag Team match. Le 24 novembre aux Survivor Series, l'équipe Raw, dont il fait partie, perd face à celle de SmackDown dans un Men's 5-on-5 Traditional Survivor Series Triple Threat Elimination Tag Team match qui incluait également l'équipe NXT. Le lendemain à Raw, il effectue un Face Turn et aide Rey Mysterio à battre The Phenomenal pour le titre des États-Unis. Le 29 décembre lors d'un Live Event, il se blesse le genou gauche pendant son match face à AJ Styles et doit s'absenter pendant des semaines.
Le 26 janvier 2020 au Royal Rumble, il fait son retour de blessure, entre dans le Men's Royal Rumble match en 25e position, élimine Karl Anderson avant d'être lui-même éliminé par Edge après 14 minutes de match. Le lendemain à Raw, il félicite Edge pour son retour de blessure, lui propose de reformer Rated-RKO, mais effectue un Heel Turn, lui porte un RKO et un Con-Chair-To.
Le 5 avril à WrestleMania 36, il perd face au Hall of Famer canadien dans un Last Man Standing match. Le 14 juin à Backlash, il prend sa revanche sur son même adversaire.
Le 23 août à SummerSlam, il ne remporte pas le titre de la WWE, battu par Drew McIntyre. La semaine suivante à Payback, il perd face à Keith Lee. Le 27 septembre à Clash of Champions, il ne remporte pas la ceinture, rebattu par son même adversaire dans un Ambulance match.
Le 25 octobre à Hell in a Cell, il redevient champion de la WWE, pour la dixième fois, en prenant sa revanche sur son même opposant dans un Hell in a Cell match et devient champion du monde pour la 14e fois. Le 16 novembre à Raw, il ne conserve pas sa ceinture, rebattu par le catcheur écossais dans un No Count & No Disqualification match. Le 20 décembre à TLC, il bat The Fiend Bray Wyatt dans un Firefly Inferno match.
Le 31 janvier 2021 au Royal Rumble, il entre dans le Men's Royal Rumble match en seconde position, mais se fait éliminer en dernier par le futur gagnant, Edge, après 58 minutes de match. Le 21 février à Elimination Chamber, il ne remporte pas le titre de la WWE, battu par Drew McIntyre dans un Men's Elimination Chamber match. Le 21 mars à Fastlane, il perd face à Alexa Bliss à la suite d'une intervention extérieure du Fiend Bray Wyatt, de retour après 3 mois d'absence.
Le 11 avril à WrestleMania 37, il rebat The Fiend Bray Wyatt.

#### RK-Bro, double champion par équipes deRawet blessure (2021-2023)
Le 26 avril à Raw, Riddle lui propose de former une équipe appelée RK-Bro, ce qu'il accepte en la mettant à l'épreuve. Ensemble, les deux catcheurs battent Shelton Benjamin et Cedric Alexander.
Le 9 août à Raw, il fait son retour, après 7 semaines d'absence, et annonce à The Original Bro ne plus vouloir faire équipe avec lui. La semaine suivante à Raw, après avoir été sauvé par son partenaire d'une attaque d'AJ Styles, il change d'avis, effectue un Face Turn et se réconcilie avec Riddle avec une poignée de mains et un câlin. 5 soirs plus tard à SummerSlam, ils deviennent les nouveaux champions par équipes de Raw en battant Omos et AJ Styles et remportent les titres pour la première fois de leurs carrières. Le 5 novembre à Crown Jewel, ils conservent leurs titres en rebattant leurs mêmes adversaires. Le 21 novembre aux Survivor Series, ils battent les champions par équipes de SmackDown, les Usos, dans un Champions vs. Champions Tag Team match.
Le 1er janvier 2022 à Day 1, ils conservent leurs titres en battant les Street Profits. 9 soirs plus tard à Raw, ils ne conservent pas leurs ceintures, battus par Alpha Academy (Chad Gable et Otis). Le 29 janvier au Royal Rumble, il entre dans le Men's Royal Rumble match en avant-dernière position, élimine Otis et Big E (aidé par Riddle) avant d'être lui-même éliminé par le futur gagnant, Brock Lesnar après 2 minutes de match. Le 7 mars à Raw, Riddle et lui redeviennent champions par équipes de Raw, pour la seconde fois, en prenant leur revanche sur Alpha Academy et en battant Kevin Owens et Seth Rollins dans un Triple Threat Tag Team match. Après le combat, il reconnaît s'amuser beaucoup, après 20 ans de carrière, et considère son partenaire comme son ami.
Le 3 avril à WrestleMania 38, ils conservent leurs titres en rebattant Alpha Academy et les Street Profits dans la même stipulation. Le 8 mai à WrestleMania Backlash, Drew McIntyre et eux perdent face à la Bloodline dans un 6-Man Tag Team match. Le 20 mai à SmackDown, ils ne remportent pas les titres par équipes de SmackDown et ne conservent pas les leurs, battus par les Usos dans un Winner Takes All Match. Après le combat, ils se font tous deux attaquer sauvagement par Roman Reigns et leurs adversaires. Le lendemain, il souffre d'une contusion de la hanche et du bas du dos, à la suite de l'agression subie la veille, et doit s'absenter pendant un an et demi.

#### Retour et diverses rivalités (2023-...)
Le 25 novembre 2023 aux Survivor Series: WarGames, il fait son retour de blessure, après un an et demi d'absence, aux côtés de Cody Rhodes, Jey Uso, Sami Zayn et Seth Rollins et ensemble, les cinq catcheurs battent le Judgment Day et Drew McIntyre dans son tout premier Men's WarGames match. Le 1er décembre à SmackDown, il rejoint officiellement le show bleu.
Le 27 janvier 2024 au Royal Rumble, il ne remporte pas le titre titre Universel incontesté, battu par Roman Reigns dans un Fatal 4-Way match qui inclut également AJ Styles et LA Knight. Le 24 février à Elimination Chamber, il ne devient pas aspirant no 1 au titre mondial poids-lourds à WrestleMania XL, battu par Drew McIntyre dans un Men's Elimination Chamber match. Le 15 mars à SmackDown, il se fait attaquer par Austin Theory, Grayson Waller et Logan Paul, mais Kevin Owens vole à sa rescousse et il forme officiellement une alliance avec ce dernier.
Le 7 avril à WrestleMania XL, il ne remporte pas le titre des États-Unis, battu par Logan Paul dans un Triple Threat match qui inclut également son partenaire. Le 4 mai à Backlash, Kevin Owens et lui perdent face à Solo Sikoa et Tama Tonga dans un Street Fight match. Le 25 mai à King & Queen of the Ring, il ne remporte pas le tournoi, battu par Gunther en finale de manière controversée. 
Le 6 juillet à Money in the Bank, Cody Rhodes, son coéquipier canadien et lui perdent face à la Bloodline (Solo Sikoa, Tama Tonga et Jacob Fatu) dans un 6-Man Tag Team match. Le 31 août à Bash in Berlin, il ne remporte pas le titre mondial poids-lourds, battu par Gunther par soumission.
Le 2 novembre à Crown Jewel, son match contre Kevin Owens se termine en match nul après une bagarre entre les deux catcheurs avant le début du match. Le 8 novembre à SmackDown, il est évacué sur civière après avoir subi un Piledriver de Kevin Owens et doit s'absenter pour une durée indéterminée.
Le 1er mars 2025 à Elimination Chamber, il fait son retour après 4 mois d'absence et attaque Kevin Owens après sa victoire face à Sami Zayn, avant que la sécurité n'intervienne et ne les sépare.
Le 20 avril à WrestleMania 41, il bat Joe Hendry. Le 10 mai à Backlash, il ne remporte pas le titre de la WWE, battu par John Cena. Le 28 juin à Night of Champions, il atteint, pour la seconde année consécutive, la finale du tournoi King of the Ring, mais ne remporte pas la couronne, battu par Cody Rhodes.

## Palmarès
- Ohio Valley Wrestling
  - 2 fois Champion Hardcore de l'OVW (record)
- World Wrestling Entertainment
  - 10 fois Champion de la WWE

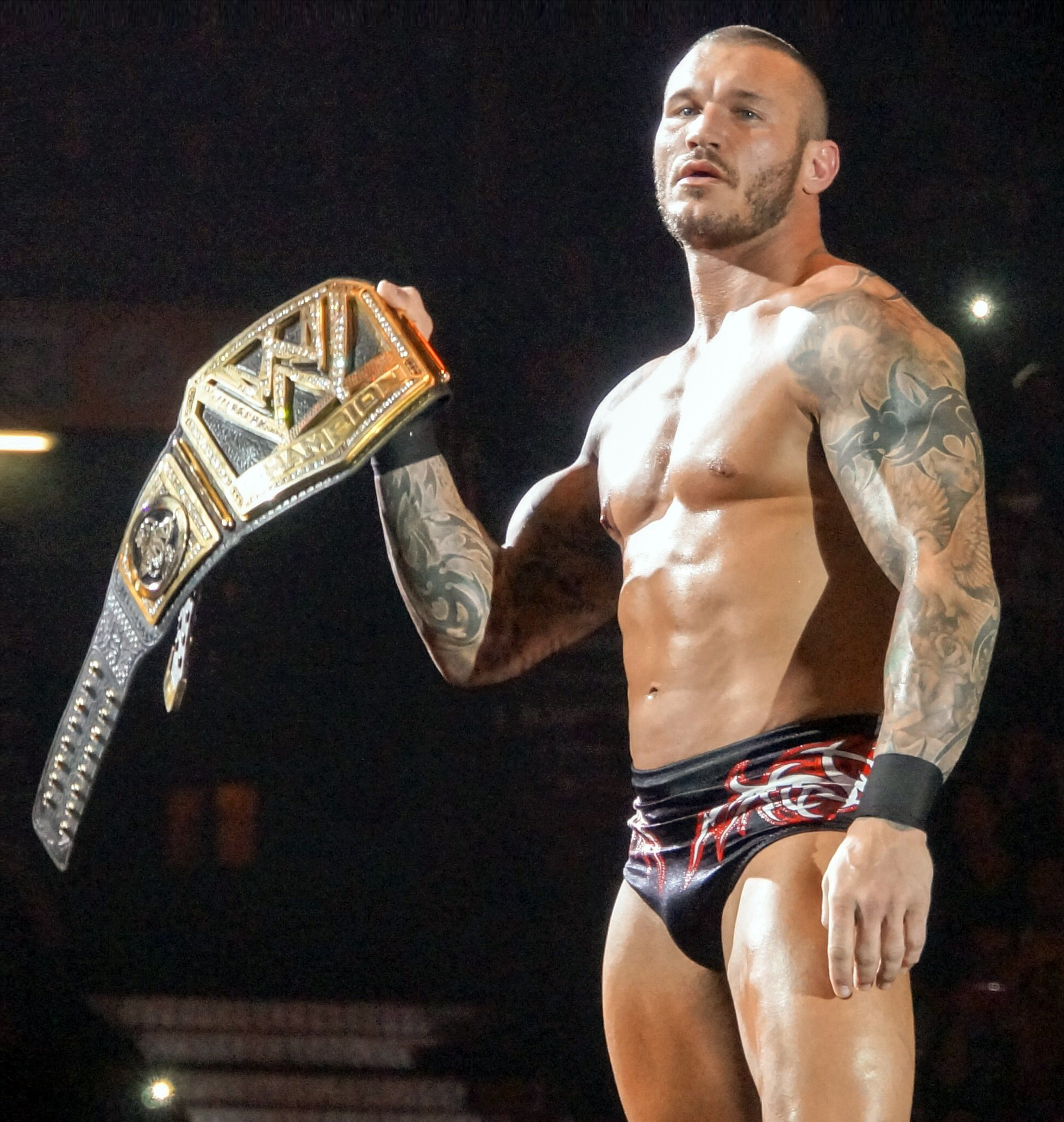
Randy Orton en tant que Champion de la WWE en novembre 2013.

  - 4 fois Champion du monde poids-lourds de la WWE (le plus jeune et le dernier)
  - 1 fois Champion Intercontinental de la WWE
  - 1 fois Champion des États-Unis de la WWE
  - 1 fois Champion du monde par équipe de la WWE - avec Edge
  - 1 fois Champion par équipe de SmackDown - avec Bray Wyatt et Luke Harper
  - 2 fois Champion par équipe de Raw - avec Matt Riddle
  - Vainqueur du Royal Rumble en 2009 et 2017
  - Mr. Money in the Bank (2013)
  - 17e Triple Crown Champion de la WWE
  - 10e Grand Slam Champion de la WWE

## Récompenses des magazines
- Pro Wrestling Illustrated
  - PWI Feud of the Year Rivalité de l'année (2009)[169] – contre Triple H
  - PWI Feud of the Year (2013) – avec The Authority contre Daniel Bryan
  - PWI Most Hated Wrestler of the Year Catcheur le plus détesté de l'année (2007, 2009)[170]
  - PWI Most Popular Wrestler of the Year Catcheur le plus populaire de l'année (2010)[171]
  - PWI Most Improved Wrestler of the Year Catcheur qui s'est le plus amélioré de l'année (2004)[172]
  - PWI Rookie of the Year Débutant de l'année (2001)[173]
  - PWI Wrestler of the Year Catcheur de l'année (2009, 2010)[174],[175]
  - PWI 500, classement des 500 meilleurs catcheurs de l'année[176]
  - PWI Catcheur de l'année (2008)
  - Slammy Award 2020 Meilleure Rivalité contre Edge

| Année | 2001 | 2002 | 2003 | 2004 | 2005 | 2006 | 2007 | 2008 | 2009 | 2010 | 2011 | 2012 | 2013 | 2014 | 2015 | 2016 | 2017 | 2018 | 2019 | 2020 | 2021 | 2022 | 2023       | 2024 |
| ----- | ---- | ---- | ---- | ---- | ---- | ---- | ---- | ---- | ---- | ---- | ---- | ---- | ---- | ---- | ---- | ---- | ---- | ---- | ---- | ---- | ---- | ---- | ---------- | ---- |
| Rang  | 217  | 33   | 62   | 5    | 29   | 30   | 15   | 1    | 5    | 4    | 2    | 14   | 15   | 2    | 6    | 59   | 13   | 18   | 38   | 48   | 12   | 47   | Non classé | 55   |

- Power Slam
  - Heel of the Year Méchant de l'année (2006, 2007)
  - Wrester of the Year Catcheur de l'année (2011)
  - PS 50, classement des 50 meilleurs catcheurs de l'année[178]

| Année | 2003 | 2004 | 2005 | 2006 | 2007 | 2008 | 2009 | 2010 | 2011 | 2012 | 2013 |
| Rang  | 39   | 6    | 40   | 20   | 5    | 29   | 7    | 19   | 2    | 27   | 6    |

- Wrestling Observer Newsletter
  - Most Improved Catcheur qui s'est le plus amélioré (2004)
  - Most Overrated Catcheur le plus surestimé (2013)

## Controverses et suspensions
- En 2005, alors qu’il faisait partie du roster de Raw, Randy Orton a été accusé de harcèlement par ses collègues de travail, Amy Weber et Rochelle Loewen. Ces agissements auraient mené au départ de Weber de la WWE, tandis que Loewen fut transféré à SmackDown pour être plus tard libéré de son contrat. Loewen accusera Orton d’avoir vandalisé ses biens et d’avoir dirigé des propos racistes envers elle et son pays d'origine, le Canada. Lors d'une interview, elle qualifiera Orton d'animal[179].
- Le 3 avril 2006, Randy Orton a été suspendu 60 jours pour « conduite non-professionnelle » pour avoir fait une overdose de somnifères et autre drogues et avoir fumé de la marijuana cinq jours plus tôt pendant les enregistrements de SmackDown. Dans une interview pour le WWE Magazine en septembre 2006, Randy Orton a révélé que c'était l'ancien employé de la WWE Bruce Prichard qui l'avait signalé à la direction[180]. Pendant sa suspension, Orton a assisté pendant quatre semaines à des séances dans une clinique d’Atlanta pour apprendre à gérer sa nervosité et ses débordements[réf. nécessaire]. Lors d'une interview en 2013, il admet avoir eu peur d'être licencié « une demi-douzaine de fois » à cause de son comportement instable. Selon lui, la paternité l'a transformé et ses excès font désormais partie du passé[181].
- D'août à septembre 2006, Orton a été suspendu pour avoir enfreint la politique de bien être de la WWE (Wellness Policy), qui est considéré comme sa première infraction. À cette période, Orton était impliqué dans une rivalité avec Hulk Hogan, l'emmenant vers un match à SummerSlam, lui permettant encore de rester sur la route et d'apparaître à la télévision. Il a été retiré des house shows pour une période de 30 jours de mi-Août à mi-Septembre, période pendant laquelle Orton a emménagé dans une nouvelle maison avec sa fiancée[182].
- Le 19 mars 2007, Sports Illustrated a publié un rapport sur son site internet, concernant sa série d'investigations sur un grand nombre de stéroïdes et autres traitement sur les hormones, utilisé par un certain nombre d'athlètes professionnels dans plusieurs domaines sportifs. Cet article a mentionné plusieurs lutteurs de la WWE, anciens et actuels, y compris Randy Orton qui a été accusé d'avoir obtenu de la citrate de clomiphène, anastrozole et des stéroïdes stanozolol, nandrolone, oxandrolone, ainsi que de la testostérone[183]. La WWE avait depuis fait une déclaration sur cette situation, affirmant que ces allégations ont précédé à une violation de la politique de bien-être de la WWE (Wellness Policy) lancé en février 2006. Randy Orton ainsi qu'un grand nombre de superstars ont été suspendues pour une durée de 30 jours[182].
- Le 30 mai 2012, Randy Orton a été une nouvelle fois suspendu pour une durée de 60 jours, à la suite d'une seconde violation de la politique de bien-être de la WWE[réf. nécessaire].
- Le 30 juillet 2013, Randy Orton a été attaqué par un spectateur au Cap lors d'un house show de SmackDown en Afrique du Sud, la WWE a déclaré que l'attaque ne faisait pas partie des événements prévus. L'auteur de l'attaque s'est vu écopé d'une interdiction de 3 ans d'assister aux shows de la WWE[184].
- Il n’a jamais battu John Cena de façon clean dans un single match.

## Télévision

### Filmographie
- En juillet 2009, Orton a révélé qu'il jouerait le rôle principal du film The Marine 2, la suite de The Marine sortit en 2006, tous deux produits par les Studios WWE. Mais finalement, après s'être blessé à la clavicule, les producteurs du film ont décidé de confier le rôle à Ted DiBiase Jr[185].
- En 2011, Orton obtient un rôle dans le film That's What I Am, aux côtés de Ed Harris et Amy Madigan. Cette comédie dramatique produit par les Studios WWE, a été écrit et réalisé par Michael Pavone[186].
- En septembre 2011, la WWE sort un DVD documentaire consacré à Randy Orton intitulé, The Evolution of a Predator[réf. nécessaire].
- Le 28 mars 2012, il a été annoncé que Randy Orton devait tenir le rôle principal dans The Marine 3: Homefront[187]. Le 3 avril, il perd le rôle au profit du Miz[réf. nécessaire], en raison de son passé dans le Corps des Marines des États-Unis (USMC)[réf. nécessaire].
- Le 3 septembre 2012, Randy Orton a été désigné pour tenir le rôle principal du film 12 Rounds: Reloaded produit en partie par les Studios WWE[188].

### Films et séries
- 2011 : That's What I Am : Ed Freel
- 2013 : 12 Rounds 2: Reloaded : Nick Malloy
- 2015 : The Condemned 2: Desert Prey
- 2016 : Shooter (série TV) - saison 1 épisode 5
- 2019 : Séduis-moi si tu peux ! (Long Shot) de Jonathan Levine : Jimmy P.
- 2020 : El Tonto de Charlie Day

### Autres médias
En 2004, Randy Orton est apparu tard dans la nuit dans le talk show Jimmy Kimmel Live! pour promouvoir le nouveau pay-per-view de la WWE, Taboo Tuesday[réf. nécessaire]. En mars 2007, aux côtés de Edge, John Cena et Bobby Lashley, il apparait dans le jeu télévisé Deal or No Deal sur la NBC[réf. nécessaire].

## Vie privée

### Vie de famille
- En novembre 2005, Randy Orton a annoncé ses fiançailles avec sa petite amie, Samantha Speno[189].
- Ils se sont mariés le 21 septembre 2007[190].
- En décembre, Orton a annoncé que lui et sa femme attendaient leur premier enfant, Alanna Marie Orton, née le soir du 12 juillet 2008[191]. Ils ont quitté l'hôpital trois jours plus tard, le 15 juillet[réf. nécessaire].
- Le parrain d’Alanna est Paul Levesque[réf. nécessaire].
- Le 10 juillet 2013, TMZ rapporte que Randy Orton et Samantha Speno ont divorcé en juin dernier après s'être séparés à la fin de 2012[192].
- Selon le contrat de divorce, Randy garde un Range Rover de 2012, une Bentley de 2011, une Harley-Davidson de 2009, un tas de comptes bancaires à six chiffres, sa collection d'armes et une maison. Samantha obtient une Infiniti de 2013, un compte bancaire d'une valeur de 654 317 dollars, de nombreux bijoux de grandes valeurs, ainsi qu'une pension alimentaire mensuelle de 4,500 dollars[192]. Elle a la garde légale et physique d'Alanna[réf. nécessaire].
- Il est fiancé depuis le 5 juillet 2015 avec sa petite amie Kim Marie[193].
- Dans le week-end du 14 novembre 2015, il se marie à Las Vegas avec Kim Marie[194].
- Sa femme Kim donne naissance le 22 novembre 2016 dans la matinée à leur fille Brooklyn Rose[195].

### Tatouages
Randy Orton possède en tout douze tatouages bien distincts, sur les deux bras ainsi que sur les deux épaules, et dans le haut du dos. Six dessins tribaux, ainsi qu'une rose, des ailes, des têtes de morts et plusieurs textes ou noms ont été tatoués.
- Sur son avant bras droit et gauche, ainsi que sur l'épaule droite et sur le haut du bras gauche sont dessinés des tribaux[197].
- Sur son avant bras gauche était inscrit USMC, avant qu'il ne soit recouvert d'un nouveau tatouage tribal[198].
- Un grand dessin tribal est tatoué dans le dos, allant des deux extrémités des épaules, montant jusqu'au en haut de la nuque[199].
- Des têtes de morts remplissent l'intégralité de ses deux bras et de ses deux épaules[200].
- Un verset de la bible est inscrit à l'arrière de son bras gauche, juste au-dessus du coude[201].
- Sur son avant bras intérieur gauche figure le nom de sa fille Alanna, ainsi que sa date de naissance[202].
- Sur son avant bras droit est inscrit le nom de son ex-femme Samantha[203].
- À l'intérieur de son avant bras gauche est tatoué une rose rouge, juste au-dessus du tatouage dédicacé à Alanna[204].
- Sur son bras gauche, de grandes ailes ont été tatouées[205].
- Sur son majeur de la main gauche est tatoué le nom de sa femme Kim[206].
- Sur la côte du côté gauche, un tatouage en commun avec sa femme Kim[207].

### Autres
- Il s'est fait faire un tatouage sur son bras gauche, portant l'acronyme USMC diminutif de United States Marine Corps. Il l'a recouvert d'un autre tatouage, après avoir été déchargé de ses fonctions pour avoir manqué à l'appel deux fois et pour avoir refusé d'obéir à un ordre direct de son supérieur. Le soldat de première classe Orton, a été jugé et reconnu coupable devant un tribunal martial exceptionnel et a été renvoyé chez lui, après avoir été incarcéré en prison militaire pendant 44 jours dans le Camp Pendleton en Californie[208].
- Orton souffre d'hypermobilité aux épaules[209] ce qui fait qu'elles sont beaucoup plus prompts à se déplacer et risquent de se disloquer comme lors d'Over the Limit en 2010 ou encore lors de Tribute To The Troops en 2012. Il s'est également cassé la clavicule lors de One Night Stand en 2008 puis à nouveau dans un accident de moto[210].